# Фред (футболист, 1993)
Фредерико Родригеш де Паула Сантош (на португалски: Frederico Rodrigues de Paula Santos, роден 5 март 1993 г.), по-известен като Фред, е Бразилски полузащитник, който играе за Фенербахче и националния отбор по футбол на Бразилия.
Фред започва професионалната си кариера през 2011 г. в отбора на Интернасионал, с който печели две титли в турнира Кампеонато Гаучо. През 2013 г. преминава в Шахтьор Донецк, а през 2018 г. подписва договор с Манчестър Юнайтед. Фред напуска “червените дяволи” през 2023 за да подпише с турският гранд Фенербахче

## Постижения
Интернасионал
- Кампеонато Гаучо : 2012, 2013

Шахтьор Донецк
- Украинска Премиер лига: 2013–14, 2016–17, 2017–18
- Купа на Украйна: 2015–16, 2016–17, 2017–18
- Суперкупа на Украйна: 2013, 2014, 2015, 2017